# Shemot (parashah)

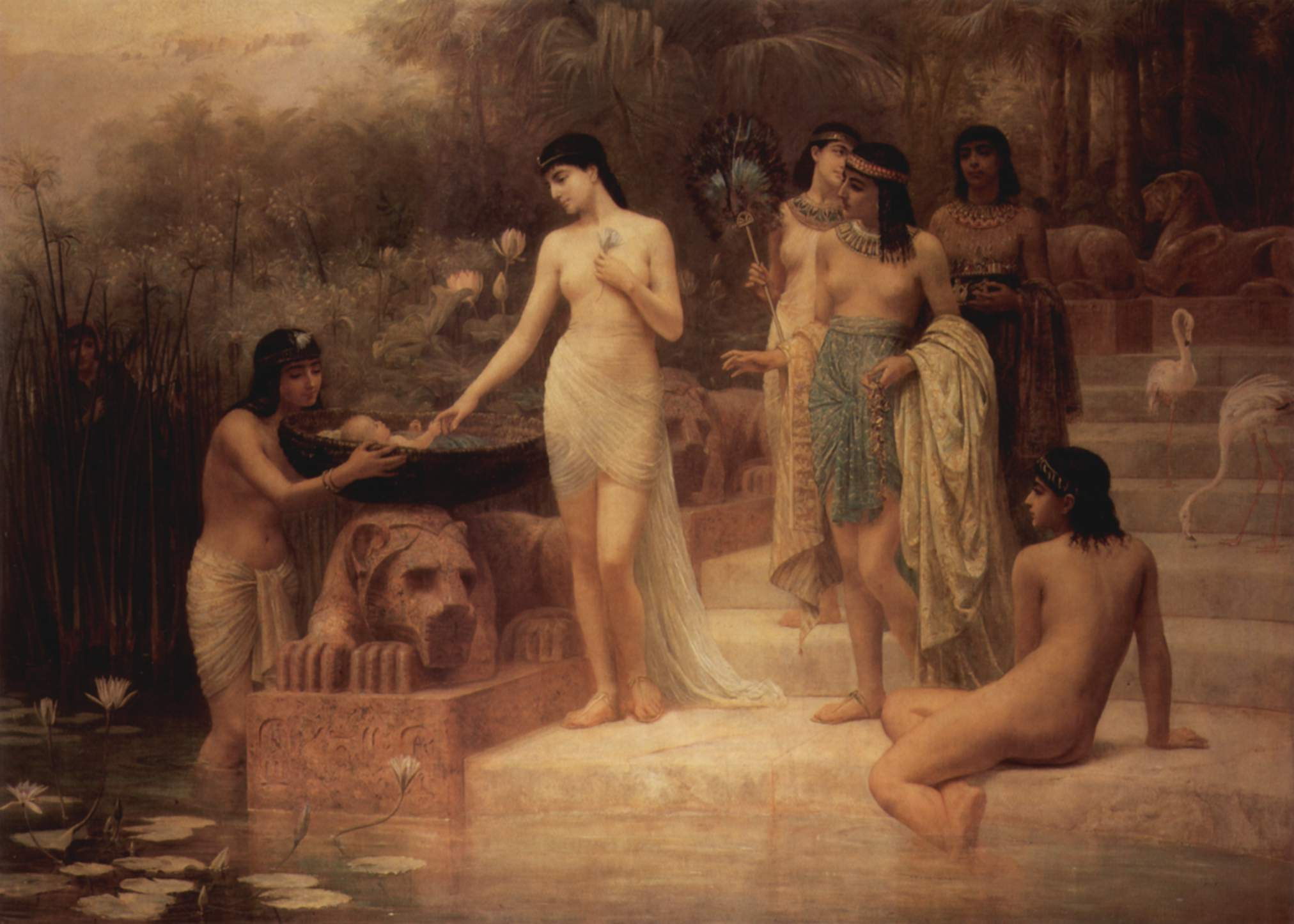
La figlia del faraone trova Mosè nel Nilo (dipinto di Edwin Long del 1886)

Shemot, Shemoth, o Shemos (ebraico: שְׁמוֹת — tradotto in italiano: "nomi", incipit di questa parashah) tredicesima porzione settimanale della Torah (ebr. פָּרָשָׁה – parashah o anche parsha/parscià) nel ciclo annuale ebraico di letture bibliche dal Pentateuco e la prima nel Libro dell'Esodo. Rappresenta il passo Esodo 1:1-6:1, che gli ebrei leggono durante il tredicesimo Shabbat dopo Simchat Torah, generalmente alla fine di dicembre o in gennaio.

## Analisi critica

Diagramma dell'Ipotesi documentale o "teoria delle quattro fonti".
'J': tradizione jahvista
'È: tradizione Elohista
'D': tradizione Deuteronomista
'P': tradizione Codice Sacerdotale
'R': "Redattore" che ha compilato le fonti
- include la maggior parte del Levitico
† include la maggior parte del Deuteronomio
‡ "Deuteronomic History (Storia deuteronomica)": Giosuè, Giudici, Samuele 1&2, Re 1&2

Alcuni studiosi secolari che seguono l'Ipotesi Documentale trovano evidenza nella parashah di cinque fonti separate, e quindi reputano che la parashah intrecci insieme resoconti composti dai Jahvisti (a volte abbreviati con J) che scrissero nel Regno di Giuda, nella terra della tribù di Giuda probabilmente verso il X secolo a.e.v. e gli Elohisti (a volte abbreviati con E) che scrissero nel Regno di Israele, nella terra della tribù di Efraim, probabilmente verso la seconda metà del IX secolo a.e.v. Uno di tali studiosi, Richard Elliott Friedman, attribuisce alla tradizione Jahvista i passi Esodo 1:6 e 22;, Esodo 2:1–23a, Esodo 3:2–4a, 5, 7–8, 19–22;, Esodo 4:19–20 e 24–26, e Esodo 5:1–2. Inoltre accredita alla tradizione Elohista i passi Esodo 1:8-12 e 15–21; Esodo 3:1, 4b, 6, e 9–18; Esodo 4:1-18 20b–21a, 22–23, e 27–31; e Esodo 5:3-6:1 Friedman attribuisce un cambiamento minore — la resa al plurale della parola "figli" in Esodo 4:20 — all'editore (a volte chiamato il Redattore di JE, o RJE) che combinò le fonti Jahwiste ed Elohiste negli anni seguenti al 722 a.e.v. Friedman poi assegna tre brevi inserimenti — Esodo 1:7 e 13–14; e Esodo 2:23b-25 — alla tradizione Codice Sacerdotale che scrisse nei secoli VI e V a.e.v. Infine, Friedman attribuisce ad un tardo Redattore (a volte abbreviato con R) altri due cambiamenti — i versetti iniziali della parashah a Esodo 1:1-5 e Esodo 4:21b.

## Comandamenti
Secondo Maimonide e lo Sefer ha-Chinuch, non ci sono comandamenti (mitzvot) in questa parshah.

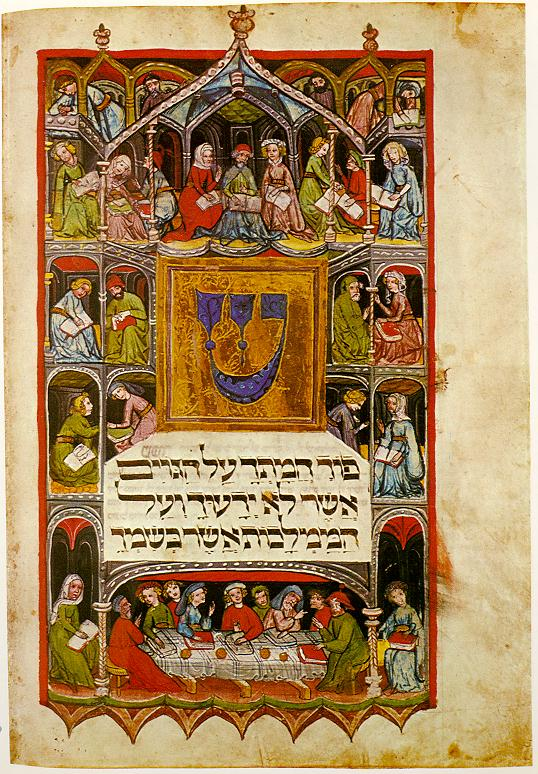
Pagina di una Haggadah tedesca del XIV secolo

## Maqam settimanale
Nella Maqam settimanale, gli ebrei sefarditi ogni settimana basano i loro canti del servizio religioso sul contenuto della rispettiva parashah settimanale. Per la Parashah Shemot, i sefarditi usano la Maqam Rast, una maqam che esprime l'inizio di qualcosa o un cominciamento. Tale maqam è qui appropriata, poiché la parashah dà inizio al Libro dell'Esodo.

## Haftarah

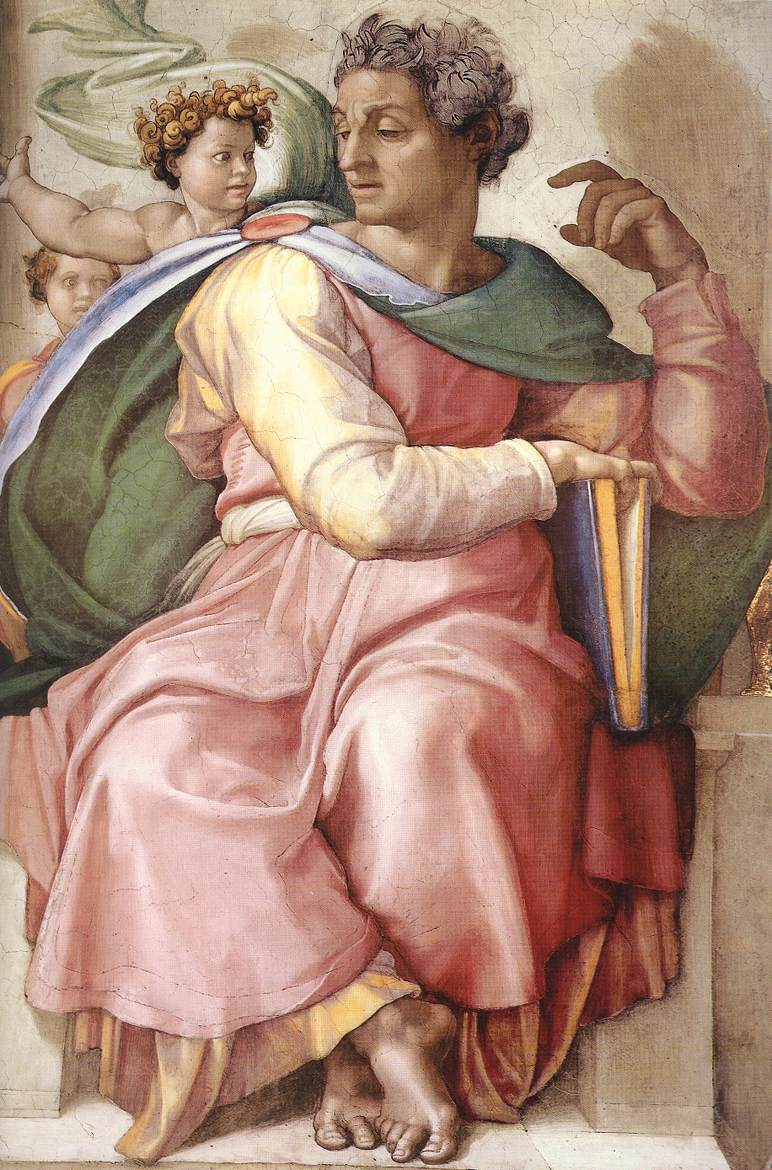
Isaia (affresco di Michelangelo del 1509)

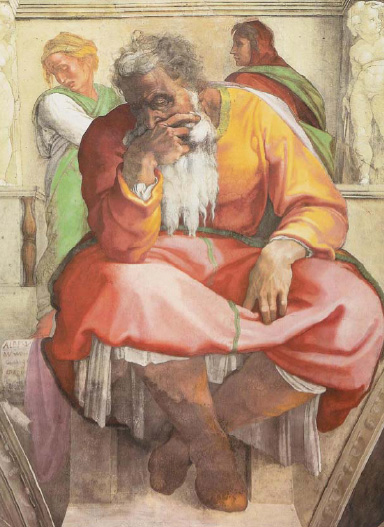
Geremia (affresco di Michelangelo, 1508–1512 ca.)

La haftarah della parashah è:
- per gli aschenaziti: Isaia 27:6-28:13[37] e Isaia 29:22-23[38]
- per i sefarditi: Geremia 1:1-2:3[39]

### Aschenaziti — Isaia 27
Sia la parashah che la haftarah in Isaia 27 enunciano come Israele si possa preparare per essere liberata da Dio. Rashi nel suo commentario di Isaia 27:6–8 fa dei collegamenti tra la fecondità di Isaia 27:6 e Esodo 1:4, tra le uccisioni di Isaia 27:7 e le uccisioni del popolo di Faraone, causate da Dio, per esempio in Esodo 12:29, e tra i venti di Isaia 27:8 e quelli che calarono sul Mar Rosso in Esodo 14:21.

### Sefarditi — Geremia 1
Sia la parashah che la haftarah in Geremia 1 narrano dell'investitura di un profeta, Mosè nella parashah e Geremia nella haftarah. In entrambe, Dio chiama il profeta, il profeta resiste, asserendo la sua incapacità, ma Dio incoraggia il profeta e promette di stare con lui.

## Riferimenti

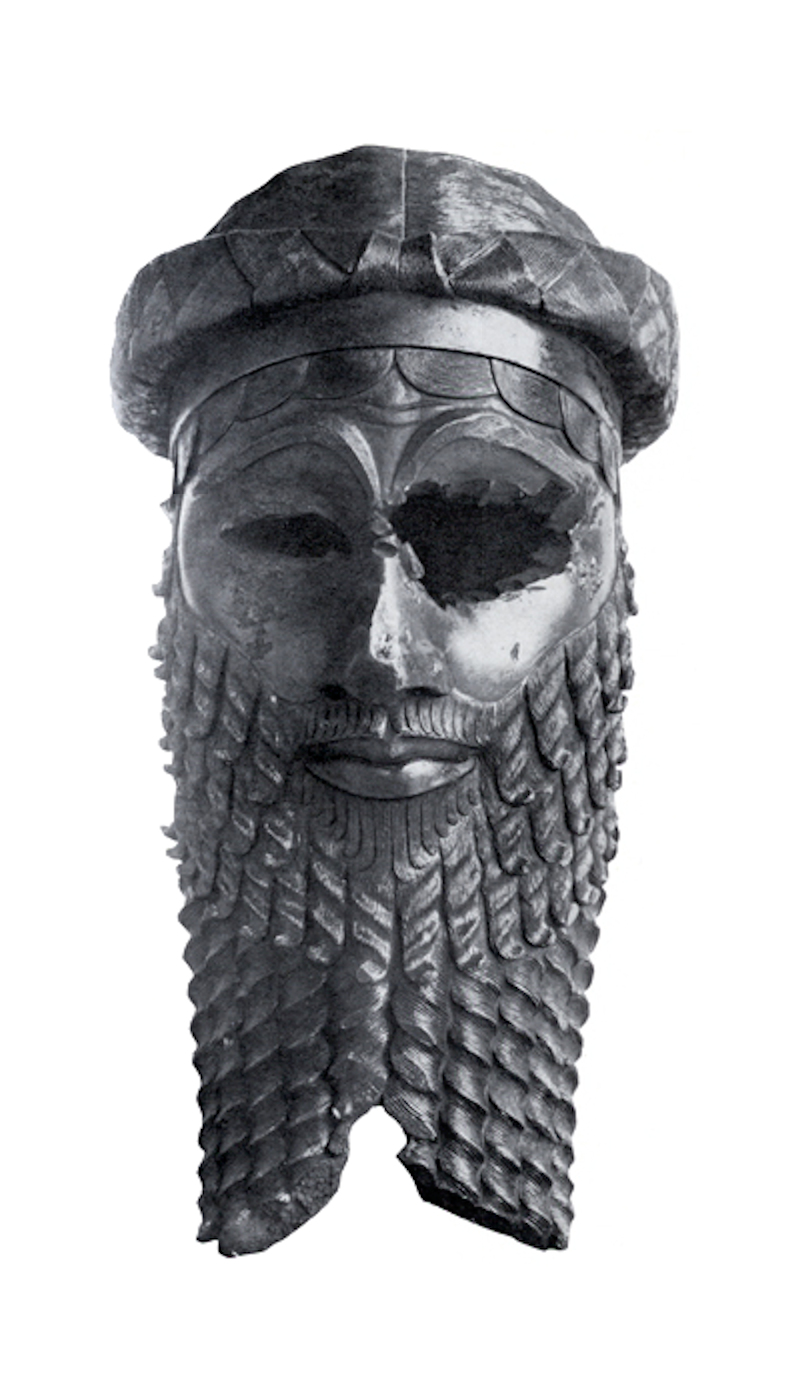
Sargon di Akkad

La parashah ha paralleli o viene discussa nelle seguenti fonti (EN, HE, IT, YI) :

### Antichi
- Satira dei Mestieri. Papiro Sallier II, colonna VI, righe 1-3 Regno Antico d'Egitto. (vita dei muratori).
- La Leggenda di Sargon. Assiria, VII sec. a.e.v. Rist. (EN)  di James B. Pritchard. Ancient Near Eastern Texts Relating to the Old Testament, 119. Princeton: Princeton University Press, 1969. ISBN 0-691-03503-2. (bambino sulle acque).

### Biblici
- - Genesi 15:13-16[51] (soggiorno in Egitto); *HE 17:7-14[52] (circoncisione); *Genesi 21:14-16[53] (neonato abbandonato); *Genesi 24:10-28[54] (corteggiamento al pozzo); *Genesi 29:1-12[55] (corteggiamento al pozzo).
  - Esodo 7:3[56]; *Esodo 9:12[57]; *Esodo 10:1[58], 20 Archiviato il 2 novembre 2012 in Internet Archive., 27 Archiviato il 2 novembre 2012 in Internet Archive.; *Esodo 11:10[59]; *Esodo 14:4[60], 8 (indurimento di cuore del Faraone).
  - Deuteronomio 2:30[61] (indurimento di cuore); *Deuteronomio 15:7[62] (indurimento di cuore); *Deuteronomio 33:16[63] (roveto).
  - Giosuè 11:20[64] (indurimento di cuore).
  - Ezechiele 16:3-5[65] (neonato abbandonato).
  - Giobbe 38-39[66] (Dio chiede chi ha creato il mondo).

### Non rabbinici
- Ezechiele il Drammaturgo. Exagōgē. II sec. a.e.v. Trad. di R.G. Robertson. In The Old Testament Pseudepigrapha: Volume 2: Expansions of the “Old Testament” and Legends, Wisdom and Philosophical Literature, Prayers, Psalms, and Odes, Fragments of Lost Judeo-Hellenistic works. Cuarto da James H. Charlesworth, 808–15. New York: Anchor Bible, 1985. ISBN 0-385-18813-7.
- Lettera ai Romani 9:14-18[67]. I secolo. (indurimento di cuore del Faraone).
- Seconda Lettera a Timoteo 3:8-9[68]. Roma, 67 e.v. (maghi oppongono Mosè).
- Lettera agli Ebrei 11:23-27[69]. I secolo. (Mosè).
- Vangelo di Matteo 2:16-18[70]. Tardo I secolo. (Strage degli innocenti).
- Atti degli Apostoli 7:17-35[71]. Tardo I sec. (Mosè).

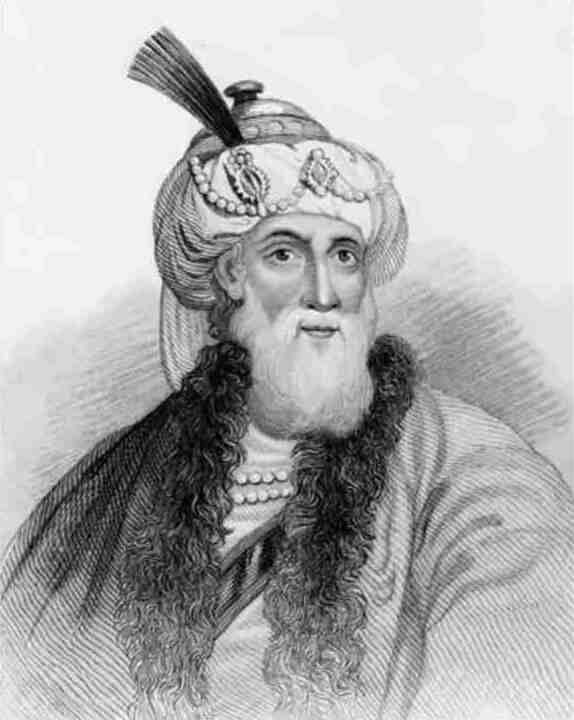
Flavio Giuseppe

- Apocalisse 17:17[72] tardo I sec. (mutamento di cuore per fini divini).
- Flavio Giuseppe. Antichità giudaiche 2:9:1–2:13:4. Circa 93–94. Rist.(EN)  su The Works of Josephus: Complete and Unabridged, New Updated Edition. Trad. William Whiston, pp. 66–73. Peabody, Mass.: Hendrickson Pub., 1987. ISBN 0-913573-86-8.
- Qur'an 20:9–48; 26:10–29; 27:7–12; 28:3–35; 79:15–19. Arabia, VII secolo.

### Rabbini classici
- Mishnah: Sotah 1:9; Avot 5:6; Yadayim 4:8. III secolo. Rist. su The Mishnah: A New Translation. Trad. di Jacob Neusner, 449, 686, 1131. New Haven: Yale University Press, 1988. ISBN 0-300-05022-4.

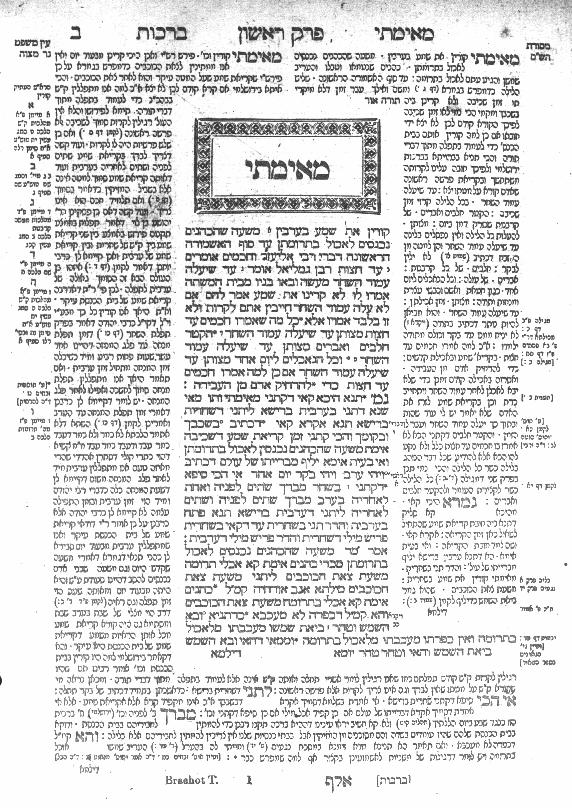
Talmud

- Tosefta: Rosh Hashanah 2:13; Chagigah 1:4; Sotah 3:13, 4:12, 10:10. III–IV secolo. Rist. su The Tosefta: Translated from the Hebrew, with a New Introduction. Trad. (EN)  di Jacob Neusner, 615, 665, 841, 848, 877. Peabody, Mass.: Hendrickson Pub., 2002. ISBN 1-56563-642-2.
- Talmud gerosolimitano: Berakhot 87a; Pesachim 20b; Yoma 23b; Megillah 15b. Terra d'Israele, circa 400 e.v. Rist. (EN)  su Talmud Yerushalmi. Cur. da Chaim Malinowitz, Yisroel Simcha Schorr, e Mordechai Marcus, voll. 2, 18, 21, 26. Brooklyn: Mesorah Publications, 2006–2012.
- Talmud babilonese: Berakhot 7a, 55a; Eruvin 53a; Pesachim 39a, 116b; Megillah 29a; Sotah 11a–13a, 35a, 36b; Kiddushin 13a; Bava Batra 120a; Sanhedrin 101b, 106a; Chullin 92a, 127a. Babilonia, VI secolo. Rist. (EN)  su Talmud Bavli. Curato da Yisroel Simcha Schorr, Chaim Malinowitz, e Mordechai Marcus, 72 voll. Brooklyn: Mesorah Pubs., 2006.

### Medievali
- Esodo Rabbah 1:1–5:23. X secolo. Rist. (EN)  Midrash Rabbah: Exodus. Trad. S. M. Lehrman. Londra: Soncino Press, 1939. ISBN 0-900689-38-2.

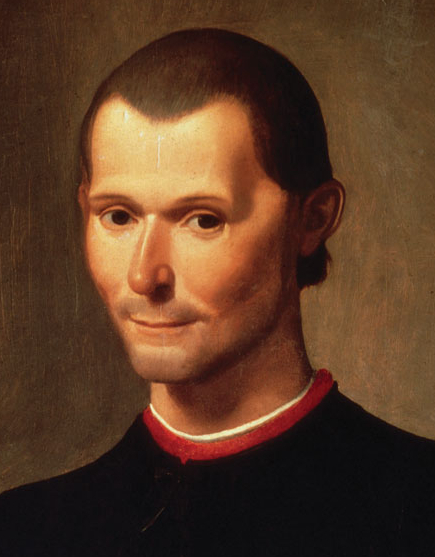
Niccolò Machiavelli

- Rashi. Commentario. Exodus 1–6. Troyes, Francia, tardo XI secolo. Rist. (EN)  Rashi. The Torah: With Rashi's Commentary Translated, Annotated, and Elucidated. Trad. e note di Yisrael Isser Zvi Herczeg, 2:1–51. Brooklyn: Mesorah Publications, 1994. ISBN 0-89906-027-7.
- Yehuda Halevi. Kuzari. 4:3, 15. Toledo, Spagna, 1130–1140. Rist. (EN)  Jehuda Halevi. Kuzari: An Argument for the Faith of Israel. Introd. di Henry Slonimsky, 202, 221. New York: Schocken, 1964. ISBN 0-8052-0075-4.
- Zohar 2:2a–22a.[collegamento interrotto] Spagna, tardo XIII secolo.

### Moderni

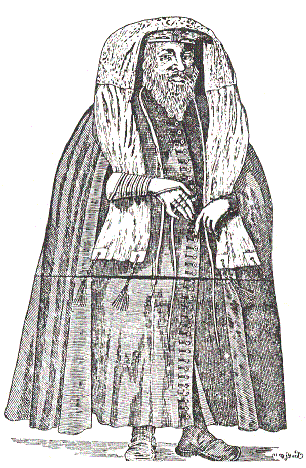
Saul Morteira

- Niccolò Machiavelli. Il Principe, cap. 6. Firenze, Italia, 1532.
- Saul Levi Morteira. "The People's Envy: Sermon on Shemot, Amsterdam, circa 1622. In Marc Saperstein. Jewish Preaching, 1200–1800: An Anthology, 270–85. New Haven: Yale University Press, 1989. ISBN 0-300-04355-4.

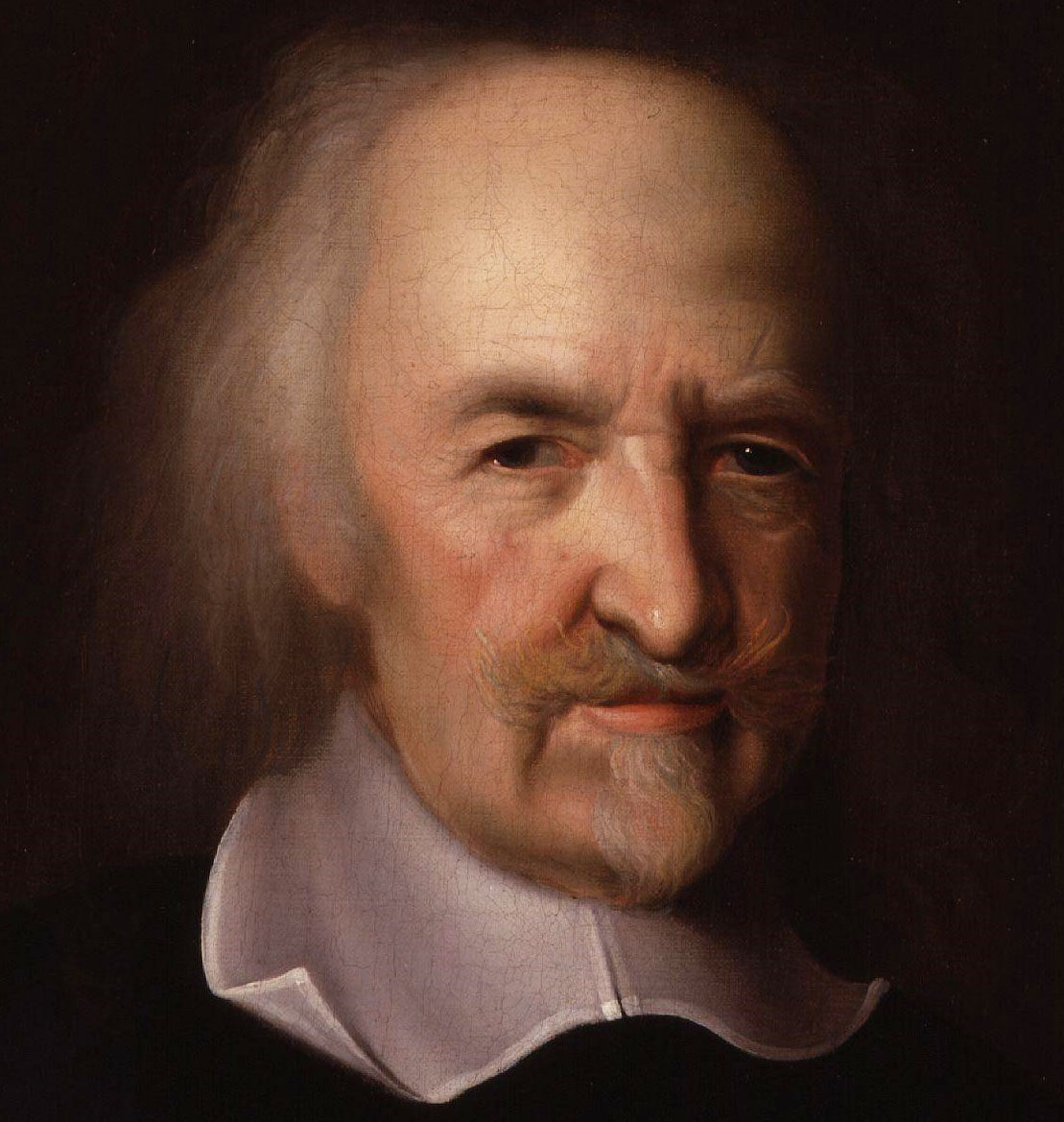
Thomas Hobbes

- Thomas Hobbes. Leviatano, 3:36, 37; 4:45. Inghilterra, 1651. Rist. curata da C. B. Macpherson, 456, 460, 472, 671. Harmondsworth, Inghilterra: Penguin Classics, 1982. ISBN 0-14-043195-0.
- Moshe Chaim Luzzatto Mesillat Yesharim, cap. 2. Amsterdam, 1740. Rist. in Mesillat Yesharim: The Path of the Just, 31. Gerusalemme: Feldheim, 1966. ISBN 0-87306-114-4.
- Joseph Holt Ingraham. The Pillar of Fire: Or Israel in Bondage. New York: A.L. Burt, 1859. Reprinted Ann Arbor, Mich.: Scholarly Publishing Office, University of Michigan Library, 2006. ISBN 1-4255-6491-7.
- Arthur Eustace Southon. On Eagles' Wings. London: Cassell and Co., 1937. Reprinted New York: McGraw-Hill, 1954.
- Sigmund Freud. L'uomo Mosè e la religione monoteistica. 1939. Rist. New York: Vintage, 1967. ISBN 0-394-70014-7.
- Zora Neale Hurston. Moses, Man of the Mountain. J.B. Lippincott, 1939. Rist., Harper Perennial Modern Classics, 2008.

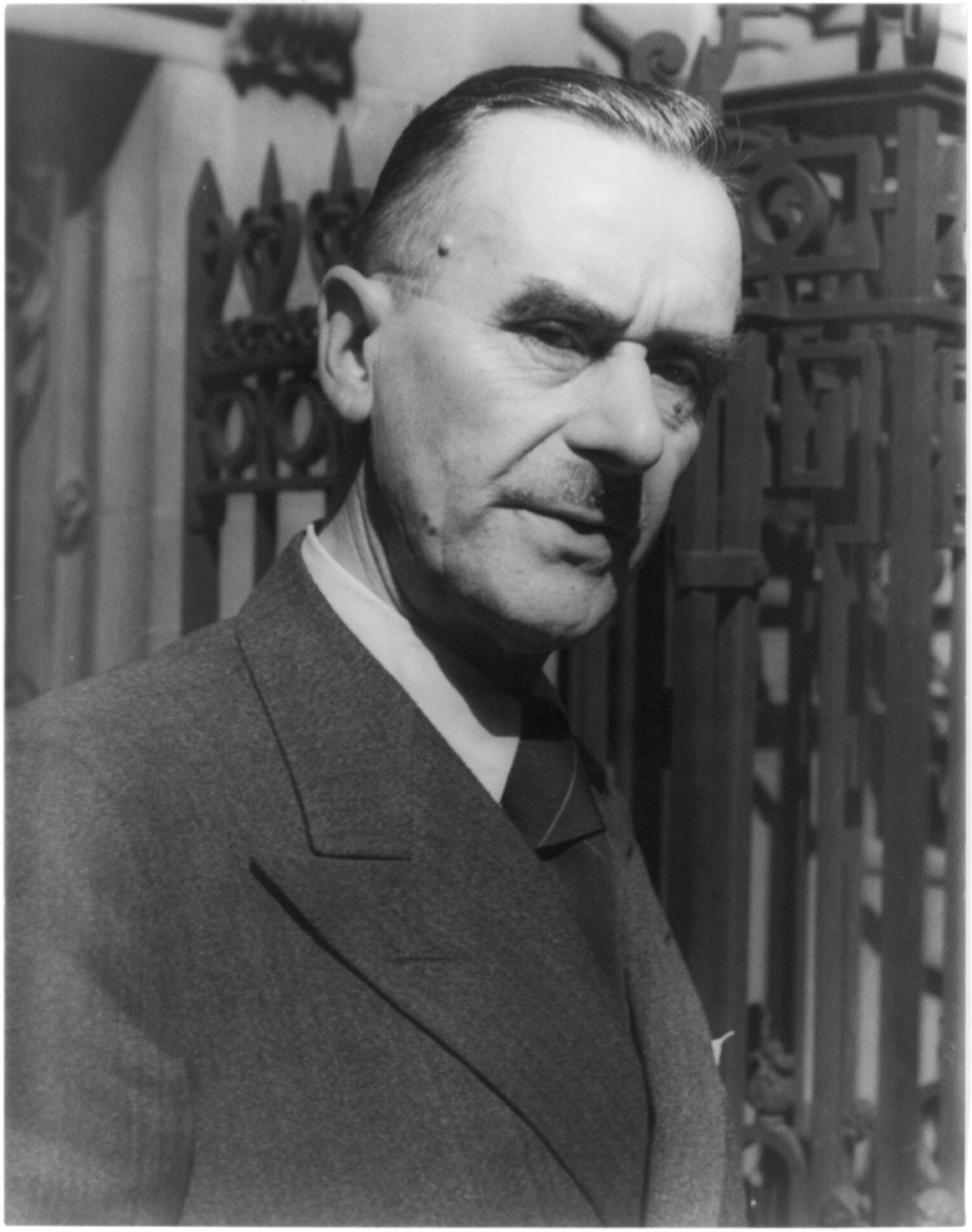
Thomas Mann

- Thomas Mann. Giuseppe e i suoi fratelli. Trad. (EN)  di John E. Woods, 101, 492–93, 729, 788, 859. New York: Alfred A. Knopf, 2005. ISBN 1-4000-4001-9. Originale (DE)  Joseph und seine Brüder. Stockholm: Bermann-Fischer Verlag, 1943.
- Thomas Mann. "Thou Shalt Have No Other Gods Before Me." In The Ten Commandments, 3-70. New York: Simon & Schuster, 1943.
- Dorothy Clarke Wilson. Prince of Egypt. Philadelphia: Westminster Press, 1949.
- Sholem Asch. Moses. New York: Putam, 1951. ASIN B0000CI5NT.
- Martin Buber. Moses: The Revelation and the Covenant. New York: Harper, 1958. Reprint, Humanity Books, 1988. ISBN 1-57392-449-0.
- Howard Fast. Moses, Prince of Egypt. New York: Crown Pubs., 1958.
- Dorothy M. Slusser. At the Foot of the Mountain: Stories from the Book of Exodus, 9–31. Philadelphia: Westminster Press, 1961.
- Martin Buber. On the Bible: Eighteen studies, 44–62, 80–92. New York: Schocken Books, 1968.
- Samuel Sandmel. Alone Atop the Mountain. Garden City, N.Y.: Doubleday, 1973. ISBN 0-385-03877-1.
- A. M. Klein. “The Bitter Dish.” In The Collected Poems of A. M. Klein, 144. Toronto: McGraw-Hill Ryerson, 1974. ISBN 0-07-077625-3.
- James S. Ackerman. “The Literary Context of the Moses Birth Story (Exodus 1–2).” In Literary Interpretations of Biblical Narratives. Edited by Kenneth R.R. Gros Louis, with James & Thayer S. Warshaw, 74–119. Nashville: Abingdon Press, 1974. ISBN 0-687-22131-5.
- David Daiches. Moses: The Man and his Vision. New York: Praeger, 1975. ISBN 0-275-33740-5.
- Elie Wiesel. “Moses: Portrait of a Leader.” In Messengers of God: Biblical Portraits & Legends, 174–210. New York: Random House, 1976. ISBN 0-394-49740-6.
- Marc Gellman. Does God Have a Big Toe? Stories About Stories in the Bible, 65–71, 77–83. New York: HarperCollins, 1989. ISBN 0-06-022432-0.
- Aaron Wildavsky. Assimilation versus Separation: Joseph the Administrator and the Politics of Religion in Biblical Israel, 1, 8, 13–15. New Brunswick, N.J.: Transaction Publishers, 1993. ISBN 1-56000-081-3.
- Sandy Eisenberg Sasso. "In God's Name". Woodstock, Vermont: Jewish Lights Publishing, 1994. ISBN 1-879045-26-5.
- Barack Obama. Dreams from My Father, 294. New York: Three Rivers Press, 1995, 2004. ISBN 1-4000-8277-3. (Mosè e Faraone).
- Walter Wangerin, Jr. The Book of God: The Bible as a Novel, 101–11. Grand Rapids, Michigan: Zondervan, 1996. ISBN 0-310-20409-7.
- Jan Assmann. Moses the Egyptian: The Memory of Egypt in Western Monotheism. Harvard University Press, 1997. ISBN 0-674-58738-3.
- Orson Scott Card. Stone Tables. Salt Lake City: Deseret Book Co., 1998. ISBN 1-57345-115-0.
- Jonathan Kirsch. Moses: A Life. New York: Ballantine, 1998. ISBN 0-345-41269-9.
- Jacob Milgrom. Leviticus 1–16, 3:747. New York: Anchor Bible, 1998. ISBN 0-385-11434-6. (sposo di sangue).
- Brenda Ray. The Midwife's Song: A Story of Moses' Birth. Port St. Joe, Fla.: Karmichael Press, 2000. ISBN 0-9653966-8-1.
- Pharaoh's Daughter. "Off and On." In Exile. Knitting Factory, 2002. (roveto ardente).
- Joel Cohen. Moses: A Memoir. Mahwah, N.J.: Paulist Press, 2003. ISBN 0-8091-0558-6.
- Ogden Goelet. “Moses' Egyptian Name.” Bible Review 19 (3) (2003): 12–17, 50–51.
- Reuven Hammer. Or Hadash: A Commentary on Siddur Sim Shalom for Shabbat and Festivals, 30. New York: The Rabbinical Assembly, 2003. ISBN 0-916219-20-8. (Nome di Dio).
- Alan Lew. This Is Real and You Are Completely Unprepared: The Days of Awe as a Journey of Transformation, 122. Boston: Little, Brown and Co., 2003. ISBN 0-316-73908-1. (roveto ardente).
- Joseph Telushkin. The Ten Commandments of Character: Essential Advice for Living an Honorable, Ethical, Honest Life, 150–52, 290–91. New York: Bell Tower, 2003. ISBN 1-4000-4509-6.
- Marek Halter. Zipporah, Wife of Moses, 1–245. New York: Crown, 2005. ISBN 1-4000-5279-3.

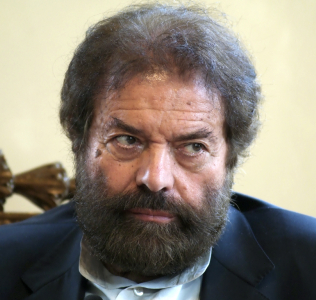
Marek Halter

- Rebecca Kohn. Seven Days to the Sea: An Epic Novel of the Exodus. New York: Rugged Land, 2006. ISBN 1-59071-049-5.
- Lawrence Kushner. Kabbalah: A Love Story, 78, 112. New York: Morgan Road Books, 2006. ISBN 0-7679-2412-6.
- Suzanne A. Brody. “Torah Sparks” and “Holy Ground.” In Dancing in the White Spaces: The Yearly Torah Cycle and More Poems, 11, 75. Shelbyville, Kentucky: Wasteland Press, 2007. ISBN 1-60047-112-9.
- Esther Jungreis. Life Is a Test, 62, 203–04, 240–41, 251–53, 255. Brooklyn: Shaar Press, 2007. ISBN 1-4226-0609-0.
- Karen Armstrong. The Case for God, 113. New York: Alfred A. Knopf, 2009. ISBN 978-0-307-39743-0.
- Edward M. Kennedy. True Compass, 190–91. New York: Twelve, 2009. ISBN 978-0-446-53925-8. (Interpretazione della figlia del Faraone che trova Mosè).
- Alicia Jo Rabins. “Snow/Scorpions and Spiders.” In Girls in Trouble. New York: JDub Music, 2009. (Miriam che protegge Mosè neonato).

### Testi
- "Parashat Shemot", su torah.it
- Commentari e canti della "Parashat Shemot", su torah.it
- Testo Masoretico e traduzione JPS 1917, su mechon-mamre.org. URL consultato l'8 febbraio 2013 (archiviato dall'url originale il 25 dicembre 2023).
- Parashah cantata, su bible.ort.org.
- Parashah in ebraico, su mechon-mamre.org.

### Commentari
- Academy for Jewish Religion, California, su ajrca.org.
- Academy for Jewish Religion, New York, su ajrsem.org.
- Aish.com. URL consultato l'8 febbraio 2013 (archiviato dall'url originale il 19 dicembre 2010).
- Akhlah: The Jewish Children’s Learning Network, su akhlah.com. URL consultato l'8 febbraio 2013 (archiviato dall'url originale l'11 febbraio 2013).
- American Jewish University, su judaism.ajula.edu (archiviato dall'url originale il 20 febbraio 2012).
- Anshe Emes Synagogue, Los Angeles, su anshe.org. URL consultato l'8 febbraio 2013 (archiviato dall'url originale il 17 marzo 2011).
- Ari Goldwag, su arigoldwag.com. URL consultato l'8 febbraio 2013 (archiviato dall'url originale il 27 luglio 2013).
- Bar-Ilan University, su biu.ac.il. URL consultato l'8 febbraio 2013 (archiviato dall'url originale il 6 gennaio 2011).
- Chabad.org.
- eparsha.com.
- G-dcast, su g-dcast.com. URL consultato l'8 febbraio 2013 (archiviato dall'url originale il 20 marzo 2013).
- The Israel Koschitzky Virtual Beit Midrash, su vbm-torah.org. URL consultato l'8 febbraio 2013 (archiviato dall'url originale il 5 febbraio 2012).
- Jewish Agency for Israel, su jewishagency.org. URL consultato l'8 febbraio 2013 (archiviato dall'url originale il 2 ottobre 2012).
- Jewish Theological Seminary (XML), su jtsa.edu. URL consultato l'8 febbraio 2013 (archiviato dall'url originale l'11 marzo 2013).
- Miriam Aflalo, su mishpacha.com. URL consultato l'8 febbraio 2013 (archiviato dall'url originale il 6 aprile 2012).
- MyJewishLearning.com. URL consultato l'8 febbraio 2013 (archiviato dall'url originale il 25 febbraio 2009).
- Ohr Sameach, su ohr.edu.
- Orthodox Union, su ou.org.
- OzTorah, Torah from Australia, su oztorah.com.
- Oz Ve Shalom — Netivot Shalom, su netivot-shalom.org.il. URL consultato l'8 febbraio 2013 (archiviato dall'url originale il 24 giugno 2010).

- Pardes from Jerusalem, su pardes.org.il. URL consultato l'8 febbraio 2013 (archiviato dall'url originale il 15 aprile 2012).
- Parshah Parts (PDF), su parshaparts.com. URL consultato l'8 febbraio 2013 (archiviato dall'url originale il 23 febbraio 2012).
- Rabbi Dov Linzer, su rabbidovlinzer.blogspot.com.
- RabbiShimon.com. URL consultato l'8 febbraio 2013 (archiviato dall'url originale il 1º maggio 2012).
- Rabbi Shlomo Riskin, su ohrtorahstone.org.il. URL consultato l'8 febbraio 2013 (archiviato dall'url originale il 21 agosto 2011).
- Rabbi Shmuel Herzfeld, su rabbishmuel.com. URL consultato l'8 febbraio 2013 (archiviato dall'url originale l'11 marzo 2013).
- Reconstructionist Judaism, su www4.jrf.org. URL consultato l'8 febbraio 2013 (archiviato dall'url originale il 16 febbraio 2006).
- Sephardic Institute, su judaic.org. URL consultato l'8 febbraio 2013 (archiviato dall'url originale il 26 luglio 2011).
- Shiur.com.
- 613.org Jewish Torah Audio, su 613.org. URL consultato l'8 febbraio 2013 (archiviato dall'url originale il 27 settembre 2011).
- Tanach Study Center, su tanach.org.
- Torah from Dixie, su tfdixie.com. URL consultato l'8 febbraio 2013 (archiviato dall'url originale il 28 novembre 2006).
- Torah.it, su archivio-torah.it.
- Torah.org.
- TorahVort.com.
- Union for Reform Judaism, su urj.org. URL consultato l'8 febbraio 2013 (archiviato dall'url originale il 15 ottobre 2008).
- United Hebrew Congregations of the Commonwealth, su chiefrabbi.org. URL consultato l'8 febbraio 2013 (archiviato dall'url originale il 10 aprile 2012).
- United Synagogue of Conservative Judaism, su uscj.org. URL consultato l'8 febbraio 2013 (archiviato dall'url originale il 14 agosto 2012).
- What’s Bothering Rashi?, su shemayisrael.com.
- Yeshivat Chovevei Torah, su yctorah.org.